# Wattyhaus

Das Watty-Haus 2002

Das Wattyhaus in Hamburg-Altstadt mit der Adresse Speersort 6 wurde 1911 durch den Hamburger Juwelier Johann Jakob Heinrich Watty als Kontorhaus mit Ladenfläche, Werkstätten, Wohn- und Büroflächen erbaut.
Das Gebäude ersetzte einen Vorgängerbau, in dem die Juweliere J.H. Watty & Sohn (gegr. 1822), Gold- und Silberwarenhandlung, bereits seit 1853 ansässig waren.
Auf dem vom Großen Brand 1842 gerade noch verschonten Gelände zwischen St.-Petri-Kirche und St.-Jacobi-Kirche, gegenüber der Gelehrtenschule des Johanneums und in direkter Nähe zum Kontorhausviertel entstand ein modernes, sechsgeschossiges Geschäftshaus mit auffälliger, rot-weißer Klinkerfassade und für die damalige Zeit fortschrittlich gestalteten Verkaufsräumen. Bereits im Vorgängerbau erhielten Auslagen und Geschäftsräume als einer der ersten Geschäfte in Hamburg elektrische Beleuchtung.
Über dem Ladengeschäft im Erdgeschoss befanden sich Büroflächen, eine Eigentümerwohnung und Bedienstetenräume sowie die Hausmeisterwohnung im Obergeschoss. Das Gebäude hatte einen L-förmigen Grundriss, der kurze Schenkel bildete die Straßenfront. Im Hinterhaus befanden sich die Werkstätten und Lager an einem Lichthof, deren andere Seite die Rückfront des Spielzeug-Rasch-Hauses begrenzte. 
Die Firma J.H. Watty & Sohn A.G. nutzte das Gebäude bis 1933/34 und zog dann um in die Bergstraße 26. Letztmals erschien die Bezeichnung Wattyhaus in einem Hamburger Adressbuch von 1936.
1943 wurde das Gebäude während alliierter Luftangriffe schwer getroffen. Von 1946/47 bis 1958 hatte das Briefmarkenauktionshaus Edgar Mohrmann & Co. m.b.H. hier seinen Sitz, von 1960 bis 1990 war es der Hauptsitz der Baufirma Dyckerhoff & Widmann. In den Jahren 1990 bis 1992 wurde das Gebäude komplett entkernt und mit dem Nachbargebäude (ehemals Spielzeug-Rasch-Haus, Ecke Speersort/Ida-Ehre-Platz) von der niederländischen Entwicklungs- und Investorengesellschaft MAB im Innern zu einem Gebäude ausgebaut. Die Fassade des ehemaligen Wattyhauses blieb erhalten, erhielt jedoch einen modernen Dachausbau. Der ganze Komplex trägt seit 1992 den Namen Speersorthaus.

Der Vorgängerbau 1878
Werbeprägung
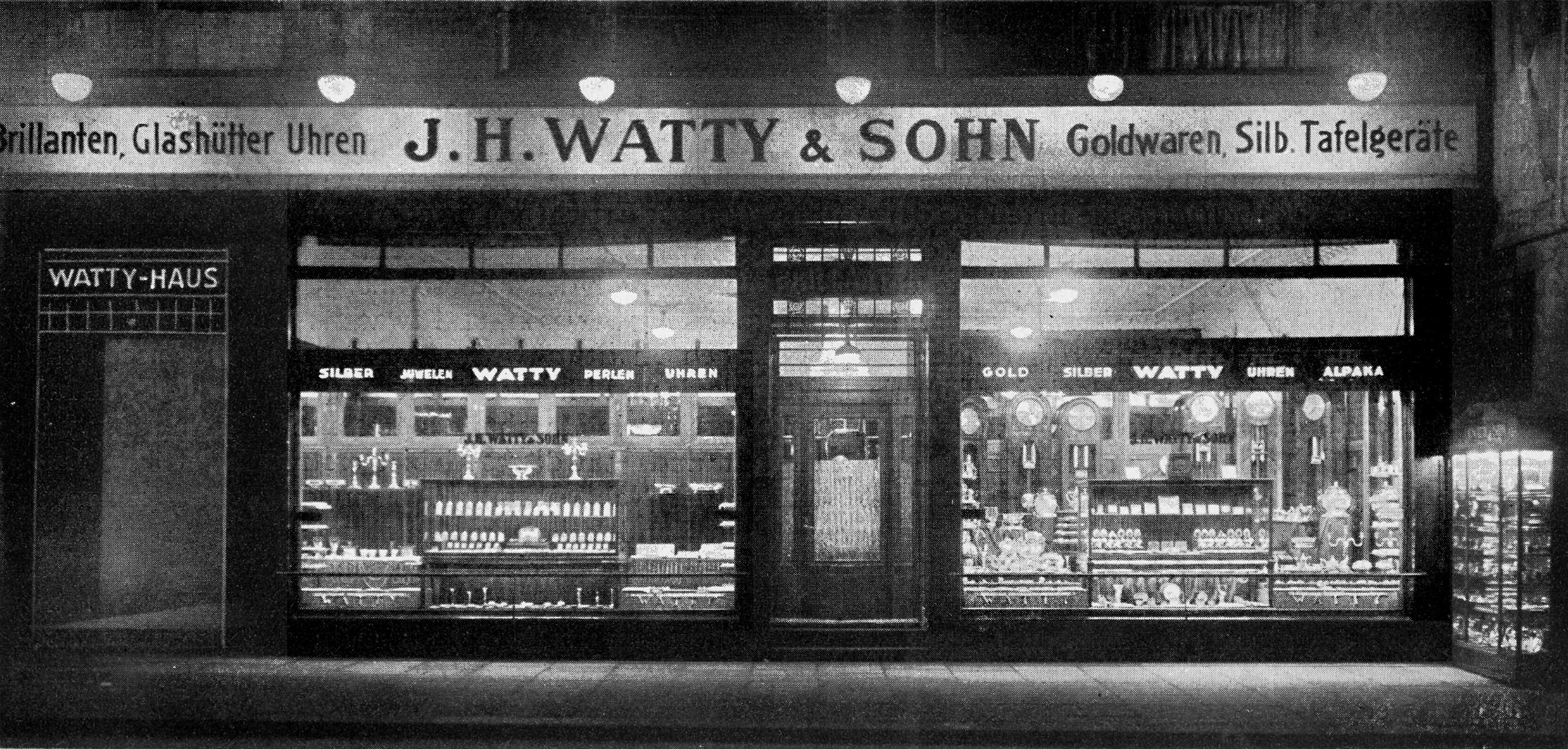
Ladenfront etwa 1929
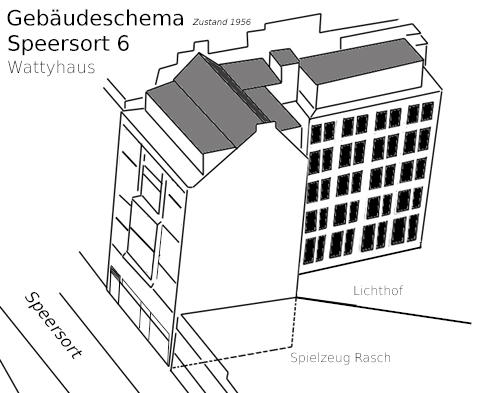
Gebäudeschema 1956